# Comfort Eagle
Comfort Eagle er det fjerde album fra det alternative rockband Cake. Albummet indeholder syv numre og var frigivet i 2001. Albummet var desuden også det første de lavede med Columbia Records.

## Track listing
1. "Opera Singer" – 4:06
2. "Meanwhile, Rick James..." – 3:57
3. "Shadow Stabbing" – 3:07
4. "Short Skirt/Long Jacket" – 3:24
5. "Commissioning a Symphony in C" – 2:59
6. "Arco Arena" – 1:31
7. "Comfort Eagle" – 3:40
8. "Long Line of Cars" – 3:24
9. "Love You Madly" – 3:58
10. "Pretty Pink Ribbon" – 3:08
11. "World of Two" – 3:41

## Eksterne links
- http://www.cakemusic.com